# Florence Véran
 (août 2022).
Si vous disposez d'ouvrages ou d'articles de référence ou si vous connaissez des sites web de qualité traitant du thème abordé ici, merci de compléter l'article en donnant les références utiles à sa vérifiabilité et en les liant à la section « Notes et références ».
Pour les articles homonymes, voir Véran.
Florence Véran est une compositrice et chanteuse française née Éliane Meyer le 23 juin 1922 dans le 1er arrondissement de Paris et morte le 19 juillet 2006 à Nogent-le-Rotrou.
Elle est la mère de la chanteuse Marianne Mille.

## Biographie
Formée au conservatoire classique, on compte à son actif de compositrice plusieurs grands succès des années 1950. Tout d’abord Gigi interprété par André Claveau en 1950. Ensuite, un titre qui créa l’événement, Je hais les dimanches (avec des paroles de Charles Aznavour), chanson initialement refusée par Édith Piaf mais acceptée par la jeune Juliette Gréco qui la défendit au concours de Deauville et reçut le « Prix Édith-Piaf d’interprétation » le 23 août 1951. De ce fait, Édith Piaf voulut l’enregistrer et la grava au mois d’octobre de la même année. Elle interpréta encore plusieurs compositions de Florence Véran, associée notamment à Robert Gall pour les paroles, avec le succès que fut Les Amants merveilleux en 1960. 
En tant qu’interprète, Florence Véran enregistra quelques titres sans grand retentissement : Mon ami le Brésilien, Mon ami Pierrot, Dis-moi, tambour (paroles de Jacques Brel, en 1957). Elle anima un temps l’émission télévisée de music-hall, La Joie de vivre, produite par Henri Spade et Robert Chazal.
Elle est inhumée à Pélussin (Loire)[réf. souhaitée].

## Ses interprètes
Liste non exhaustive (par ordre alphabétique).
André Claveau
- 1950 : Gigi, paroles de Rachel Thoreau (chanson inspirée par le roman éponyme de Colette)

Philippe Clay
- 1952 : Le Noyé assassiné, paroles de Charles Aznavour

Lucienne Delyle
- 1949 : Panama, paroles de Rachel Thoreau
- 1957 : Fleur de mon cœur, paroles de Raymond Bravard
- 1958 : Ça te va bien, paroles de Robert Gall
- 1960 : Les Amants merveilleux, paroles de Robert Gall (reprise après Édith Piaf)

Juliette Gréco
- 1951 : Je hais les dimanches, paroles de Charles Aznavour (prix Édith-Piaf d’interprétation au concours de la chanson de Deauville).
- 1952 : Comme un enfant puni, paroles de Raymond Bravard
- 1957 : Si l’amour est un péché, paroles de Claude Delécluse
- 1968 : Le Roi Misère, paroles de Boris Bergman

Rina Ketty
- 1950 : Gigi, paroles de Rachel Thoreau (reprise après Philippe Clay)

Marcel Mouloudji
- 1953 : On m'a donné une âme, paroles de Rachel Thoreau

Édith Piaf
- 1951 : Je hais les dimanches, paroles de Charles Aznavour (reprise après Juliette Gréco)
- 1960 : Les Amants merveilleux, paroles de Robert Gall
- 1963 :
  - Monsieur Incognito, paroles de Robert Gall
  - Traqué, paroles de Robert Gall
  - Margot cœur gros, paroles de Michèle Vendôme

Roger Pierre et Jean-Marc Thibault
- 1954 : Rendez-vous au Pam-Pam, paroles de Roger Pierre et Jacques Mareuil

## Distinctions
- 1951 : au Grand concours de la chanson française de Deauville, Je hais les dimanches, sur des paroles de Charles Aznavour et interprété par Juliette Gréco, reçoit le prix de la Société des auteurs réservé aux meilleures paroles[3].